# Černé jezero
Černé jezero (Lac Noir) est le plus grand et le plus profond des lacs naturels de la République tchèque.
De forme triangulaire, ce lac couvrant une superficie d'environ 0,18 km2 est situé à 6 km au nord-ouest de Železná Ruda, dans la région de Plzeň, proche de la frontière allemande. Il s'est formé pendant l'ère glaciaire, lors de la glaciation de Würm. La plus ancienne centrale hydroélectrique de la République tchèque (construite en 1930) se trouve en bordure du lac, dont il compose le réservoir supérieur.